# 沉重人生
《沉重人生》（英語：My 600-lb Life），是一部美國真人秀電視連續劇，自2012年以來在TLC頻道播出。每集都跟隨病態肥胖者一年的生活，他們通常在當集開場的體重至少為600英磅（約270公斤），並記錄他們將體重減輕到健康程度的嘗試。其中部分案例的減重後續發展，則以分支節目《沉重人生現況追蹤》（英語：My 600-lb Life：Where Are They Now?）的形式，以一個或多個以前的患者為特色，在他們的原始劇集播出一年或更長時間之後開始。
在尤南·納查拉登（Younan Nowzaradan，通常簡稱為“納醫生”，Dr. Now)，於休士頓執業的伊朗裔美國外科醫生的安排下，他首先讓患者藉由嚴格的飲食管理嘗試自己減重，然後根據患者的進展情況，可能會提供胃繞道手術或袖狀胃切除手術，以進一步幫助減輕體重。

## 概念
本系列最初由五部分組成，涉及四名病態肥胖患者。 由於該系列的受歡迎程度，新的劇集被拍攝下來，包括《現況追蹤》第四季的回顧集數，追跡之前的患者在减肥手術後數月或數年的减肥歷程。
在第1季中，患者被拍攝了七年（2004－2011年）。從第2季開始，患者只被拍攝了一年。在第8季中，某些患者的故事只拍攝了六個月。
從第5季開始，新劇集以2小時劇集而非1小時開始拍攝。這是以前用梅麗莎的故事（分為兩部分）和盧佩的故事完成的。回顧標題為“Supersized”和“Extended”的劇集，分別包括額外的事實和鏡頭，也在本季播出。

## 主題結果
自從該節目開播以來，已有13名患者死亡。
- 在第1季中出現的亨利·福茲（Henry Foots）於2013年5月16日死於與減肥手術無關的疾病。[3][4]
- 尚恩·米利肯（Sean Milliken）在該節目的第4季中被記錄在案，他於2019年2月17日（29歲）去世，在過去的四週內體重增加超過150磅（約68公斤）後，因衛生條件差而感染心臟驟停。[5]
- 詹姆斯·金（James King）是該節目第5季的參與者，於2020年4月3日因過度肥胖而死於多器官衰竭。[6]
- 詹姆斯·LB·邦納，（James “L.B.” Bonner,）於2018年8月2日自殺身亡，他曾在該劇第6季中亮相。[7]
- 麗莎·佛萊明（Lisa Fleming）也是第6季的參與者，於2018年8月23日去世。[8]
- 羅伯·布切爾（Rob Buchel）在第6季中出現，並於2017年11月15日在拍攝該節目期間遭受致命的心臟病發作，當時他住在休斯頓一家專業的護理機構。[9] 羅伯·布切爾的死是該系列中首次出現在患者各自的情節中。
- 凱莉·梅森（Kelly Mason）是該節目第7季的參與者，於2019年2月15日因心臟衰竭去世。梅森的死是該系列中第二個在病人各自情節中出現的故事。[10]
- 柯莉莎·麥克米蘭（Coliesa McMillian）在該節目的第8季中出演，因急性腎功能衰竭和其他與減肥手術相關的並發症在ICU接受了兩週的治療後，於2020年9月22日去世。[11]
- 蕾妮·比蘭（Renee Biran）於2021年5月14日去世，她是該劇第6季的主角。[12]
- 吉娜·克拉斯利（Gina Krasley）在節目的第8季中亮相，於2021年8月1日去世。[13]
- 艾許莉·蘭道（Ashley Randall）在該節目的第1季中出演，於2021年10月2日去世。[14][15]
- 蘿拉·安·培瑞茲（Laura Ann Perez）於2021年11月17日去世，她是該節目第3季的主角。 [16]
- 戴斯特尼·拉莎伊（Destinee LaShaee）於2022年2月8日去世，他是該節目中第一位出現的變性人（第7季）。[17][18]

## 衍生作品
從2015年1月開始，TLC開始播出《沉重人生現況追蹤》（英語：My 600-lb Life：Where Are They Now?）。此節目推出的目的，是讓觀眾了解前幾季人物的後續減肥歷程。截至2025年，《現況追蹤》的10季集數已陸續播出。

## 訴訟
2018年，幾家新聞媒體報導說，出現在該系列節目中的幾名納查拉登醫生的前患者，以及一名自殺的患者LB·邦納的家人，向該節目的製作公司“Megalomedia ”提起訴訟，指控其疏忽並聲稱該公司未能支付醫療費用。 第一位出現在節目中的跨性別主角原告戴斯特尼·拉莎伊在聲稱該節目沒有提供其承諾的心理健康治療後起訴該節目。她於2022年2月8日去世，此前她在社交媒體上發布消息“表明她有憂鬱症和可能的自殺念頭。”

## 系列概述
| 季數 | 集数 | 集数 | 首播日期       | 首播日期      |
| 季數 | 集数 | 集数 | 首映           | 季终          |
| ---- | ---- | ---- | -------------- | ------------- |
| 1    | 6    | 6    | 2012年2月1日   | 2012年3月26日 |
| 2    | 8    | 8    | 2014年1月7日   | 2014年2月25日 |
| 3    | 10   | 10   | 2015年1月7日   | 2015年4月8日  |
| 4    | 12   | 12   | 2016年1月6日   | 2016年5月18日 |
| 5    | 14   | 14   | 2017年1月4日   | 2017年4月16日 |
| 6    | 16   | 16   | 2018年1月3日   | 2018年5月9日  |
| 7    | 20   | 20   | 2019年1月2日   | 2019年5月15日 |
| 8    | 16   | 16   | 2020年1月1日   | 2020年4月15日 |
| 9    | 13   | 13   | 2020年12月30日 | 2021年3月24日 |
| 10   | 15   | 15   | 2021年11月3日  | 2022年2月9日  |
| 11   | 8    | 8    | 2023年2月1日   | 2023年3月22日 |
| 12   | 7    | 7    | 2024年3月6日   | 2024年4月17日 |
| 13   | 7    | 7    | 2025年1月1日   | 2025年2月12日 |

### 主題統計
| 集數 | 患者姓名                        | 年齡 | 地點         | 起始體重     | 最終體重（7年）  | 減重總數（7年） | 備註       |
| ---- | ------------------------------- | ---- | ------------ | ------------ | ---------------- | --------------- | ---------- |
| 1/2  | 梅麗莎·莫里斯（Melissa Morris） | 31   | 德州利文斯頓 | 653磅（296） | 206磅（93）      | 447磅（203）    |            |
| 3    | 唐納·謝爾頓（Donald Shelton）   | 34   | 德州帕薩迪納 | 675磅（306） | 390磅（180）     | 285磅（129）    |            |
| 4    | 亨利·福特斯（Henry Foots）      | 47   | 德州休斯頓   | 715磅（324） | 275磅（125）     | 440磅（200）    | 已故，54歲 |
| 5    | 艾希莉·蘭德爾（Ashley Randall） | 24   | 德州基林     | 617磅（280） | 253.1磅（114.8） | 364磅（165）    | 已故，40歲 |

| 集數 | 患者姓名                                  | 年齡 | 地點             | 起始體重         | 最終體重（12個月） | 減重總數     | 備註 |
| ---- | ----------------------------------------- | ---- | ---------------- | ---------------- | ------------------ | ------------ | ---- |
| 1    | 薩琳·惠特沃斯（Zsalynn Whitworth）        | 42   | 德州聖安東尼奧   | 597.9磅（271.2） | 349.9磅（158.7）   | 248磅（112） |      |
| 2    | 奧莉維亞·克魯茲（Olivia Cruz）            | 46   | 伊利諾伊州芝加哥 | 580.5磅（263.3） | 241磅（109）       | 339磅（154） |      |
| 3    | 佩妮·賽格（Penny Saeger）                 | 45   | 馬里蘭州埃爾克頓 | 530磅（240）     | 494磅（224）       | 36磅（16）   |      |
| 4    | 查克·特納（Chuck Turner）                 | 45   | 德州博蒙特       | 693.7磅（314.7） | 268.5磅（121.8）   | 425磅（193） |      |
| 5    | 克里斯汀娜·菲利普斯（Christina Phillips） | 22   | 密西西比州南海文 | 639.7磅（290.2） | 390.1磅（176.9）   | 266磅（121） |      |
| 6    | 保拉·瓊斯（Paula Jones）                  | 39   | 喬州瓊斯伯勒     | 533.8磅（242.1） | 379磅（172）       | 171磅（78）  |      |
| 7    | 詹姆斯·瓊斯（James Jones）                | 37   | 德州富蘭克斯頓   | 728磅（330）     | 376.7磅（170.9）   | 352磅（160） |      |
| 8    | 塔拉·泰勒（Tara Taylor）                  | 35   | 路州拉法葉       | 606.1磅（274.9） | 328磅（149）       | 278磅（126） |      |

| 集數 | 患者姓名                              | 年齡 | 地點                | 起始體重             | 最終體重（12個月） | 減重總數             | 備註       |
| ---- | ------------------------------------- | ---- | ------------------- | -------------------- | ------------------ | -------------------- | ---------- |
| 1    | 安珀·拉赫迪（Amber Rachdi）           | 23   | 俄勒岡州勞特代爾    | 657.6磅（298.3）     | 390.5磅（177.1）   | 267磅（121）         |            |
| 2    | 蘇珊·法默（Susan Farmer）             | 37   | 德州布魯斯維爾-艾迪 | 607.6磅（275.6）     | 340磅（150）       | 267磅（121）         |            |
| 3    | 寶琳·波特（Pauline Potter）           | 50   | 加州沙加緬度        | 673.5磅（305.5）     | 529磅（240）       | 149磅（68）          |            |
| 4    | 貝蒂·喬·埃爾莫爾 （Bettie Jo Elmore） | 24   | 密蘇里州波托西      | 654磅（297）         | 498.7磅（226.2）   | 156磅（71）          |            |
| 5    | 安潔·帕里許（Angel Parrish）          | 42   | 德州克爾維爾        | 570磅（260）         | 261.8磅（118.8）   | 309磅（140）         |            |
| 6    | 喬·韋克斯勒（Joe Wexler）             | 31   | 田納西州約翰遜城    | 777磅（352）         | 592.6磅（268.8）   | 200磅（91）          |            |
| 7    | 勞拉·佩雷斯（Laura Perez）            | 41   | 德州聖安東尼奧      | 594.6磅（269.7）     | 357.8磅（162.3）   | 237磅（108）         | 已故，48歲 |
| 8    | 夏樂蒂·皮爾斯（Charity Pierce）       | 39   | 愛荷華州錫達拉皮茲  | 778.8磅（353.3）     | 496.6磅（225.3）   | 282磅（128）         |            |
| 9    | 蔡司·蓋洛里（Chay Guillory）          | 23   | 路州沙朗通          | 597.5磅（271.0）     | 478.7磅（217.1）   | 119磅（54）          |            |
| 10   | 瑪拉·麥坎茨（Marla McCants）          | 43   | 田納西州納什維爾    | 800磅（360）（估計） | 534.2磅（242.3）   | 266磅（121）（估計） |            |

| 集數 | 病患姓名                                   | 年齡 | 地點               | 起始體重                            | 最終體重（12個月） | 減重總數     | 備註       |
| ---- | ------------------------------------------ | ---- | ------------------ | ----------------------------------- | ------------------ | ------------ | ---------- |
| 1    | 妮基·韋伯斯特（Nikki Webster）             | 33   | 阿肯色州小岩城     | 649.7磅（294.7）                    | 443.4磅（201.1）   | 207磅（94）  |            |
| 2    | 布列塔·尼富爾弗（Brittani Fulfer）         | 32   | 俄勒岡州圖拉丁     | 605磅（274）                        | 375.6磅（170.4）   | 230磅（100） |            |
| 3    | 查德·迪恩（Chad Dean）                     | 42   | 馬里蘭州黑格斯敦   | 701.4磅（318.1）                    | 441.5磅（200.3）   | 260磅（120） |            |
| 4    | 瓊·麥卡米（June McCamey）                  | 43   | 德州休士頓         | 590.5磅（267.8）                    | 389.2磅（176.5）   | 201磅（91）  |            |
| 5    | 多蒂·帕金斯（Dottie Perkins）              | 34   | 密西西比州牛津     | 641磅（291）                        | 520磅（240）       | 149磅（68）  |            |
| 6    | 吉迪恩·耶克利（Gideon Yeakley）            | 33   | 奧克拉荷馬州野馬   | 649.9磅（294.8）                    | 429.6磅（194.9）   | 220磅（100） |            |
| 7    | 艾希莉·鄧恩-布拉徹（Ashley Dunn-Bratcher） | 27   | 德州坎普           | 725.1磅（328.9）                    | 470.5磅（213.4）   | 255磅（116） |            |
| 8    | 特蕾莎·霍利斯-尼利（Teretha Hollis-Neely） | 47   | 密西根州底特律     | 800磅（360）（估計）                | 461磅（209）       | 339磅（154） |            |
| 9    | 藍迪·史泰姆（Randy Statum）                | 35   | 德州赫爾           | 655.9磅（297.5）                    | 441.9磅（200.4）   | 214磅（97）  |            |
| 10   | 米拉·克拉克（Milla Clark）                 | 47   | 田納西州費耶特維爾 | 751磅（341）                        | 598磅（271）       | 153磅（69）  |            |
| 11   | 尚恩·米利肯（Sean Milliken）               | 26   | 加州卡默朗公園     | 919磅（417） (之後為1,003磅（455）) | 548磅（249）       | 455磅（206） | 已故，29歲 |
| 12   | 盧佩·薩馬諾（Lupe Samano）                 | 39   | 加州聖貝納迪諾     | 642磅（291）                        | 360磅（160）       | 295磅（134） |            |

| 集數  | 患者姓名                              | 年齡 | 地點                     | 起始體重                              | 最終體重（12個月）                   | 減重總數     | 備註                   |
| ----- | ------------------------------------- | ---- | ------------------------ | ------------------------------------- | ------------------------------------ | ------------ | ---------------------- |
| 1     | 布蘭迪·德雷爾（Brandi Dreier）        | 29   | 華盛頓州溫哥華           | 587.9磅（266.7）                      | 360磅（160）                         | 228磅（103） |                        |
| 1     | 肯迪·德雷爾（Kandi Dreier）           | 29   | 華盛頓州溫哥華           | 604.7磅（274.3）                      | 384磅（174）                         | 220磅（100） |                        |
| 2     | 艾希莉·雷耶斯（Ashley Reyes）         | 30   | 加州西山                 | 668.8磅（303.4）                      | 414磅（188）                         | 254磅（115） |                        |
| 3     | 辛西婭·威爾斯（Cynthia Wells）        | 42   | 奧克拉荷馬州奧克拉荷馬市 | 610.3磅（276.8）                      | 454磅（206）                         | 156磅（71）  |                        |
| 4     | 柯爾斯滕·佩雷斯（Kirsten Perez）      | 38   | 華盛頓州長景市           | 612.5磅（277.8）                      | 442磅（200）                         | 170磅（77）  |                        |
| 5     | 道格·阿姆斯壯（Doug Armstrong）       | 36   | 德州威奇托福爾斯         | 684.8磅（310.6）                      | 462.4磅（209.7）                     | 222磅（101） |                        |
| 6     | 艾芮卡·沃爾（Erica Wall）             | 44   | 加州隆波克               | 661.6磅（300.1）                      | 471磅（214）                         | 190磅（86）  |                        |
| 7     | 戴安娜·邦奇（Diana Bunch）            | 55   | 華盛頓州西雅圖           | 601.1磅（272.7）                      | 336磅（152）                         | 265磅（120） |                        |
| 8     | 麥克·多明格斯（Michael Dominguez）    | 32   | 亞利桑那州格蘭岱爾       | 635.9磅（288.4）                      | 348.7磅（158.2）                     | 287磅（130） |                        |
| 9     | 妮可·路易斯（Nicole Lewis）           | 23   | 俄亥俄州馬里恩           | 684.6磅（310.5）                      | 521.3磅（236.5）                     | 163磅（74）  |                        |
| 10    | 塔尼莎·克利夫蘭 （Tanisha Cleveland） | 32   | 德州西爾斯比             | 588.7磅（267.0） (之後為603磅（274）) | 484磅（220）                         | 119磅（54）  | 此上次回診已事隔兩年多 |
| 11    | 詹姆斯·金（James King）               | 46   | 肯塔基州帕迪尤卡         | 735磅（333） (之後為840磅（380）)     | 788.6磅（357.7），在第11個月退出計畫 | 55磅（25）   | 已故，49歲             |
| 12    | 崔西·馬修（Tracey Matthews）          | 45   | 俄亥俄州洛蘭             | 605.9磅（274.8）                      | 388磅（176）                         | 218磅（99）  |                        |
| 13/14 | 史蒂芬·阿桑提（Steven Assanti）       | 33   | 羅德島州克蘭斯頓         | 730.8磅（331.5）                      | 677.5磅（307.3）                     | 131磅（59）  |                        |
| 13/14 | 賈斯汀·阿桑提（Justin Assanti）       | 27   | 羅德島州克蘭斯頓         | 604.2磅（274.1）                      | 未知                                 | 未知         |                        |

| 集數  | 患者姓名                                  | 年齡 | 地點                     | 起始體重         | 最終體重（12個月）                  | 減重總數                 | 備註       |
| ----- | ----------------------------------------- | ---- | ------------------------ | ---------------- | ----------------------------------- | ------------------------ | ---------- |
| 1     | 蕾娜·凱瑟（Rena Kiser）                   | 39   | 密蘇里州侯斯頓           | 549磅（249）     | 278磅（126）                        | 271磅（123）             |            |
| 1     | 李·薩頓（Lee Sutton）                     | 42   | 密蘇里州侯斯頓           | 714磅（324）     | 411磅（186）                        | 303磅（137）             |            |
| 2     | 珍妮·穆勒（Janine Mueller）               | 53   | 華盛頓州西雅圖           | 678.2磅（307.6） | 566磅（257）                        | 112磅（51）              |            |
| 3     | 麗茲·埃文斯（Liz Evans）                  | 35   | 德州自由港               | 721.3磅（327.2） | 368磅（167）                        | 353磅（160）             |            |
| 4     | 艾莉西亞·科爾根（Alicia Kirgan）          | 32   | 伊利諾伊州麥迪遜         | 622.3磅（282.3） | 436磅（198）                        | 186磅（84）              |            |
| 5     | 卡琳娜·加西亞（Karina Garcia）            | 38   | 德州匡威                 | 633.2磅（287.2） | 398磅（181）                        | 235磅（107）             |            |
| 6     | 詹姆斯·LB·邦納 （James “L.B.” Bonner,）   | 29   | 南卡州列克星敦           | 642.3磅（291.3） | 326磅（148）                        | 316磅（143）             | 已故，30歲 |
| 7     | 麗莎·弗萊明（Lisa Fleming）               | 49   | 阿拉巴馬州莫比爾         | 704.3磅（319.5） | 未知，在第6個月退出計畫             | 未知                     | 已故，50歲 |
| 8     | 羅伯·布切爾（Rob Buchel）                 | 41   | 新澤西州福克德河         | 842.1磅（382.0） | 502磅（228），在第9個月拍攝期間去世 | 340磅（150）             | 已故，41歲 |
| 9     | 塔米·林·默雷爾（Tamy Lyn Murrell）        | 45   | 肯塔基州卡溫頓           | 591.7磅（268.4） | 346.2磅（157.0）                    | 246磅（112）             |            |
| 10    | 大衛·波爾頓（David Bolton）               | 35   | 德州休斯頓               | 747.1磅（338.9） | 386磅（175）                        | 361磅（164）             |            |
| 10    | 班吉·波爾頓（Benji Bolton）               | 32   | 德州休斯頓               | 582.5磅（264.2） | 218磅（99）                         | 364磅（165）             |            |
| 11    | 蕾妮·比蘭（Renee Biran）                  | 53   | 喬治亞州瓦爾多斯塔       | 631.8磅（286.6） | 381磅（173）                        | 250磅（110）             | 已故，56歲 |
| 12    | 莎拉·尼利（Sarah Neeley）                 | 25   | 俄亥俄州代頓             | 642.3磅（291.3） | 393磅（178）                        | 260磅（120）             |            |
| 13    | 舍尼·莫瑞-霍金斯（Schenee Murry-Hawkins） | 27   | 印第安納州印第安納波利斯 | 665.2磅（301.7） | 664.4磅（301.4），在第8個月退出計畫 | 0.8磅（0.36）            |            |
| 14    | 珍妮佛·傑斯（Jennifer Jess）              | 42   | 俄勒岡州班德             | 636.3磅（288.6） | 426磅（193）                        | 210磅（95）              |            |
| 14    | 瑪麗莎·傑斯（Marissa Jess）               | 26   | 俄勒岡州班德             | 573.1磅（260.0） | 341磅（155）                        | 232磅（105）             |            |
| 15/16 | 羅珊達·佩里奧（Roshanda Perrio）          | 30   | 路州拉法葉               | 803.7磅（364.6） | 605.7磅（274.7）（第11個月）        | 198磅（90）（第11個月）  |            |
| 15/16 | 白蘭地·佩里奧（Brandie Perrio）           | 29   | 路州拉法葉               | 620.6磅（281.5） | 382.3磅（173.4）（第11個月）        | 238磅（108）（第11個月） |            |
| 15/16 | 克拉倫斯·佩里奧（Clarence Perrio）        | 33   | 路州拉法葉               | 582.7磅（264.3） | 437.9磅（198.6）（第11個月）        | 145磅（66）（第11個月）  |            |

| 集數 | 患者姓名                              | 年齡 | 地點               | 起始體重                                | 最終體重（12個月）                            | 減重總數                 | 備註                               |
| ---- | ------------------------------------- | ---- | ------------------ | --------------------------------------- | --------------------------------------------- | ------------------------ | ---------------------------------- |
| 1    | 奧托維亞·加格斯（Octavia Gahagans）   | 42   | 密蘇里州堪薩斯城   | 692.3磅（314.0）                        | 456磅（207）                                  | 236磅（107）             |                                    |
| 2    | 布萊恩·迪亞斯（Brianne Dias）         | 30   | 俄勒岡州佛羅倫斯   | 742.2磅（336.7）                        | 358磅（162）（第11個月）                      | 384磅（174）（第11個月） |                                    |
| 3    | 羅賓·麥金利（Robin Mckinley）         | 40   | 堪薩斯州米德       | 648.7磅（294.2）                        | 395磅（179）                                  | 253磅（115）             |                                    |
| 3    | 蓋瑞特·羅傑斯（Garrett Rogers）       | 20   | 堪薩斯州米德       | 607.3磅（275.5）                        | 337磅（153）                                  | 270磅（120）             |                                    |
| 4    | 賈斯汀·麥克斯溫（Justin McSwain）     | 27   | 南卡州石山         | 687.5磅（311.8）                        | 353.5磅（160.3）                              | 334磅（151）             |                                    |
| 5    | 荷莉·海格（Holly Hager）              | 38   | 喬州艾利嘉         | 658.1磅（298.5）                        | 418磅（190）                                  | 240磅（110）             |                                    |
| 6    | 萊西·霍德（Lacey Hodder）             | 29   | 密西根州貝城       | 691.2磅（313.5）                        | 435磅（197）                                  | 256磅（116）             |                                    |
| 7    | 布蘭登·史考特（Brandon Scott）        | 33   | 俄亥俄州哥伦布     | 718.4磅（325.9）                        | 383.7磅（174.0）                              | 335磅（152）             |                                    |
| 8    | 瑪雅·拉達諾維奇（Maja Radanovic）     | 33   | 俄勒岡州波特蘭     | 689.4磅（312.7）                        | 592.5磅（268.8），在第8個月退出計畫           | 96.9磅（44.0）           |                                    |
| 9    | 蒂芬妮·巴克（Tiffany Barker）         | 28   | 華盛頓州馬里斯維爾 | 672.5磅（305.0）                        | 415磅（188）                                  | 257磅（117）             |                                    |
| 10   | 戴斯特尼·拉莎伊（Destinee LaShaee）   | 27   | 路州派恩維爾       | 669磅（303）                            | 440磅（200）                                  | 229磅（104）             | 節目中的第一位變性患者。已故，31歲 |
| 11   | 珍妮·柯維（Jeanne Covey）             | 39   | 德州大珊迪         | 702.4磅（318.6）                        | 670.7磅（304.2），在第6個月退出計畫           | 23磅（10）               |                                    |
| 12   | 亞倫·瓦薛爾（Aaron Washer）           | 30   | 德州新布朗費爾斯   | 718.1磅（325.7）                        | 402.7磅（182.7）                              | 315磅（143）             |                                    |
| 13   | 凱莉·梅森（Kelly Mason）              | 41   | 北卡州格林斯伯勒   | 725.5磅（329.1）                        | 383磅（174），在第10個月拍攝期間去世          | 342磅（155）             | 已故，41歲                         |
| 14   | 安妮特·威利（Annjeanette Whaley）     | 30   | 俄勒岡州希爾斯伯勒 | 679.1磅（308.0）                        | 405磅（184）                                  | 274磅（124）             |                                    |
| 15   | 安潔拉·古提瑞茲（Angela Gutierrez）   | 44   | 俄亥俄州羅斯       | 608.4磅（276.0）                        | 沒有第二次稱重，在第8個月退出計畫             | 未知                     |                                    |
| 16   | 拉珊塔·懷特（LaShanta White）         | 39   | 路州肯納           | 662磅（300）                            | 529.5磅（240.2），在第9個月被短暫從計畫中退出 | 160磅（73）              |                                    |
| 17   | 賽勒斯·吉文斯（Cillas Givens）        | 35   | 奧克拉荷馬州錦繡   | 729磅（331）                            | 313磅（142）                                  | 416磅（189）             |                                    |
| 18   | 梅賽德斯·塞法斯（Mercedes Cephas）    | 37   | 俄亥俄州辛辛那堤   | 773.2磅（350.7）                        | 692磅（314）                                  | 81磅（37）               |                                    |
| 19   | 安潔拉·瓊斯（Angela Johns）           | 39   | 俄亥俄州馬夕隆     | 643.3磅（291.8）                        | 594.6磅（269.7）, 在第8個月從計畫中退出       | 49磅（22）               |                                    |
| 20   | 維亞尼·羅德里格斯（Vianey Rodriguez） | 35   | 伊利諾伊州芝加哥   | 594.8磅（269.8）（第4個月的第一次稱重） | 369磅（167）（12個月）                        | 226磅（103）（12個月）   |                                    |
| 20   | 艾倫·路易斯（Allen Lewis）            | 51   | 伊利諾伊州芝加哥   | 648.1磅（294.0）（第4個月的第一次稱重） | 376磅（171）（12個月）                        | 272磅（123）（12個月）   |                                    |

| 集數 | 患者姓名                                      | 年齡 | 地點                   | 起始體重         | 最終體重（12個月）                   | 減重總數（12個月）         | 備註                                              |
| ---- | --------------------------------------------- | ---- | ---------------------- | ---------------- | ------------------------------------ | -------------------------- | ------------------------------------------------- |
| 1    | 約翰·漢布里克（John Hambrick）                | 34   | 德州懷利               | 686.5磅（311.4） | 393磅（178）                         | 294磅（133）               |                                                   |
| 1    | 朗尼·漢布里克（Lonnie Hambrick）              | 35   | 德州哈爾頓市           | 612.7磅（277.9） | 368磅（167）                         | 245磅（111）               |                                                   |
| 2    | 林賽·懷特（Lindsey Witte）                    | 39   | 愛荷華州希爾斯         | 647.6磅（293.7） | 438磅（199）                         | 209磅（95）                |                                                   |
| 3    | 貝瑟尼·史托特（Bethany Stout）                | 40   | 奧克拉荷馬州阿爾瓦     | 607.9磅（275.7） | 502.2磅（227.8），於第11個月退出計畫 | 105磅（48）                |                                                   |
| 4    | 朱利葉斯· (JT)· 克拉克（Julius (J.T.) Clark） | 32   | 奧克拉荷馬州克萊爾莫爾 | 892.2磅（404.7） | 491磅（223）                         | 401磅（182）               |                                                   |
| 5    | 吉娜·克拉斯利（Gina Krasley）                 | 28   | 新澤西州塔克頓         | 606.7磅（275.2） | 556.2磅（252.3）                     | 50.5磅（22.9）             | 已故，30歲                                        |
| 6    | 特拉維斯·亨利（Travis Henry）                 | 31   | 德州卡羅爾頓           | 617.3磅（280.0） | 379磅（172）                         | 238磅（108）               |                                                   |
| 7    | 喬伊斯·德爾·維斯科沃（Joyce Del Viscovo）     | 44   | 堪薩斯州加德納         | 759.2磅（344.4） | 623.8磅（283.0），在第9個月退出計畫  | 134.4磅（61.0）            |                                                   |
| 8    | 卡爾頓·奧格爾斯比（Carlton Oglesby）          | 24   | 俄亥俄州哥倫布         | 786磅（357）     | 544磅（247）                         | 242磅（110）（第6個月）    | 第6個月結束                                       |
| 8    | 香特爾·奧格爾斯比（Shantel Oglesby）          | 31   | 俄亥俄州哥倫布         | 638磅（289）     | 424磅（192）                         | 214磅（97）（第6個月）     | 第6個月結束                                       |
| 9    | 西娜·柯林斯（Seana Collins）                  | 22   | 堪薩斯州堪薩斯城       | 659磅（299）     | 661.3磅（300.0）                     | −2.3磅（−1.0）（體重增加） |                                                   |
| 10   | 艾希莉·伯納德（Ashley Bernard）               | 31   | 路州卡瑞克羅           | 637磅（289）     | 504磅（229）                         | 133磅（60）                |                                                   |
| 11   | 湯米·詹森（Tommy Johnson）                    | 38   | 路州溫斯伯勒           | 641磅（291）     | 423磅（192）                         | 218磅（99）                |                                                   |
| 12   | 科莉薩·麥克米利安（Coliesa McMillian）        | 41   | 路州新路               | 643磅（292）     | 499磅（226）                         | 144磅（65）（第6個月）     | 已故，41歲                                        |
| 13   | 多明尼克·埃爾南德斯（Dominic Hernandez）      | 37   | 加州佛雷斯諾           | 672磅（305）     | 650磅（290）（第6個月）              | 22磅（10.0）（第6個月）    | 在第6個月退出計畫。節目中的第一位患者目前無家可歸 |
| 14   | 梅根·戴維斯（Megan Davis）                    | 24   | 伊利諾伊州泰勒維爾     | 604.7磅（274.3） | 481磅（218）                         | 123磅（56）                |                                                   |
| 15   | 艾希莉·泰勒（Ashley Taylor）                  | 24   | 德州坦普爾             | 486磅（220）     | 469磅（213）                         | 17磅（7.7）（第6個月）     | 6個月後退出計畫                                   |
| 16   | 莉妮莎·里德（Leneatha Reed）                  | 40   | 密西西比州默爾迪恩     | 604磅（274）     | 575磅（261）（第6個月）              | 29磅（13）（第6個月）      | 在第9個月退出計畫                                 |

| 集數 | 患者姓名                              | 年齡 | 地點             | 起始體重                             | 最終體重（12個月）          | 減重總數（12個月）         | 備註                                 |
| ---- | ------------------------------------- | ---- | ---------------- | ------------------------------------ | --------------------------- | -------------------------- | ------------------------------------ |
| 1    | 莎曼珊·梅森（Samantha Mason）         | 35   | 科州丹佛         | 940.1磅（426.4）（之後為974磅（442） | 496磅（225）                | 478磅（217）               | 節目中出現的所有患者中最大的體重減輕 |
| 2    | 德瑞克·巴恩斯（Thederick Barnes）     | 32   | 佛州格雷特納     | 740.2磅（335.7）                     | 615磅（279）（第5個月）     | 125.2磅（56.8）（第5個月） | 最後一次稱重是在第5個月              |
| 3    | 嘉莉·詹森（Carrie Johnson）           | 37   | 德州亨廷頓       | 603磅（274）                         | 409磅（186）                | 194磅（88）                |                                      |
| 4    | 辛迪·維拉（Cindy Vela）               | 45   | 德州波特蘭       | 614磅（279）                         | 575磅（261）                | 39磅（18）                 |                                      |
| 5    | 梅麗莎·馬雷史考特（Melissa Marescot） | 36   | 佛州森賴斯       | 592.8磅（268.9）                     | 440.3磅（199.7）            | 152.5磅（69.2）            |                                      |
| 6    | 肯納·多爾弗斯（Kenae' Dolphus）       | 41   | 德州納科多奇斯   | 614.6磅（278.8）                     | 543.8磅（246.7）            | 70.8磅（32.1）             |                                      |
| 7    | 克里斯托·霍爾（Krystal Hall）         | 34   | 俄亥俄州法蘭克福 | 618.4磅（280.5）                     | 579.7磅（262.9）            | 38.7磅（17.6）             |                                      |
| 8    | 艾薩克·馬丁內斯（Isaac Martinez）     | 23   | 德州哈欽斯       | 661.1磅（299.9）                     | 539.0磅（244.5）            | 122.1磅（55.4）            |                                      |
| 9    | 麥克·布萊爾（Michael Blair）          | 43   | 德州康羅         | 609.5磅（276.5）                     | 474.0磅（215.0）            | 135.5磅（61.5）            |                                      |
| 10   | 香農·洛厄里（Shannon Lowery）         | 39   | 亞利桑那州圖森   | 739磅（335）                         | 698磅（317）                | 41磅（19）                 |                                      |
| 11   | 艾琳·沃克（Irene Walker）             | 39   | 德州休斯頓       | 603.7磅（273.8）                     | 535.1磅（242.7）            | 68.6磅（31.1）             |                                      |
| 12   | 塔米·巴頓（Tammy Patton）             | 41   | 德州威奇托福爾斯 | 594磅（269）                         | 468磅（212）                | 126磅（57）                |                                      |
| 13   | 克里斯托·羅林斯（Chrystal Rollins）   | 39   | 加州泉谷         | 610.8磅（277.1）                     | 498.3磅（226.0）（第8個月） | 113.5磅（51.5）（第8個月） | 第9個月結束計畫                      |

| 集數 | 病患姓名                          | 年齡 | 地點                 | 起始體重         | 最終體重（12個月）     | 減重總數（12個月）          | 備註                                                                  |
| ---- | --------------------------------- | ---- | -------------------- | ---------------- | ---------------------- | --------------------------- | --------------------------------------------------------------------- |
| 1    | 內森·普拉特（Nathan Prater）      | 35   | 德州帕勒斯坦         | 607.2磅（275.4） | 414.5磅（188.0）       | 192.6磅（87.4）             |                                                                       |
| 2    | 朱利安·瓦倫丁（Julian Valentine） | 33   | 亞利桑那州圖森       | 830.2磅（376.6） | 705.1磅（319.8）       | 125.1磅（56.7）             |                                                                       |
| 3    | 比安卡·海斯（Bianca Hayes）       | 36   | 田納西州費耶特維爾   | 604.2磅（274.1） | 509.4磅（231.1）       | 94.8磅（43.0）              |                                                                       |
| 4    | 邁克·梅金尼斯（Mike Meginness）   | 37   | 俄亥俄州馬里恩       | 745.7磅（338.2） | 510.1磅（231.4）       | 235.6磅（106.9）            |                                                                       |
| 5    | 萊西·白金漢（Lacey Buckingham）   | 36   | 華盛頓州肯納威克     | 593.2磅（269.1） | 581.9磅（263.9）       | 11.3磅（5.1）               | 第6個月結束計畫                                                       |
| 6    | 保羅·麥克尼爾（Paul MacNeill）    | 35   | 佛州奧本代爾         | 757.0磅（343.4） | 641.0磅（290.8）       | 116.0磅（52.6）             | 第6個月結束計畫                                                       |
| 7    | 萊恩·巴克多爾（Ryan Barkdoll）    | 31   | 蒙大拿州哥倫比亞瀑布 | 740磅（340）     | 以上估計為660磅（300） | 80.0磅（36.3）              | 在第10個月結束。 這是第一個在整個事件中未能出席納查拉登醫生預約的患者 |
| 8    | 詹姆斯·貝達德（James Bedard）     | 38   | 紐約州紐約           | 625.0磅（283.5） | 506.1磅（229.6）       | 119磅（54）                 | 第12個月結束計畫                                                      |
| 9    | 盧卡斯·希頓（Lucas Higdon）       | 33   | 德州康羅             | 619.3磅（280.9） | 469.1磅（212.8）       | 150磅（68）                 |                                                                       |
| 10   | 瑪格麗特·詹森（Margaret Johnson） | 35   | 德州貝敦             | 750磅（340）     | 595磅（270）           | 155磅（70）                 |                                                                       |
| 11   | 安特倫·香農（Ontreon Shannon）    | 36   | 德州普萊諾           | 702.4磅（318.6） | 704.3磅（319.5）       | −1.9磅（−0.86）（體重增加） |                                                                       |
| 12   | 多莉·馬丁內斯（Dolly Martinez）   | 25   | 德州沃思堡           | 593.2磅（269.1） | 552.8磅（250.7）       | 40.4磅（18.3）（第10個月）  |                                                                       |
| 13   | 賴瑞·邁爾斯（Larry Myers）        | 45   | 紐約州奧爾巴尼       | 648磅（294）     | 529.9磅（240.4）       | 118.1磅（53.6）             |                                                                       |
| 14   | 麗莎·艾伯森（Lisa Ebberson）      | 51   | 內布拉斯加州費爾伯里 | 637磅（289）     | 554磅（251）           | 83磅（38）                  | 第4個月退出計畫，第8個月短暫重新聯繫，從未親自見過納醫生              |
| 15   | 大衛·尼爾森（David Nelson）       | 30   | 愛達荷州愛達荷福爾斯 | 763磅（346）     | 608磅（276）           | 155磅（70）                 |                                                                       |

## 外部連結
- 官方网站
- 互联网电影数据库（IMDb）上《沉重人生》的资料（英文）